# Láser de fluoruro de kriptón
Un láser de fluoruro de kriptón (o láser KrF) es un tipo especial de láser de excimero, que a veces es llamado láser de excímeros o láser exciplex. Posee una longitud de onda de 248 nm, y es un láser ultravioleta profundo que se utiliza comúnmente en la producción de circuitos integrados de semiconductores, micromecanizado industrial, y en la investigación científica.
El término excimer es la abreviatura de "dímero excitado", mientras que exciplex es la abreviatura de "complejo excitado". Un láser excimer suele utilizar una mezcla de gases nobles (argón, kriptón o xenón) y un gas halógeno (flúor o cloro), que en condiciones adecuadas de estimulación eléctrica y de presión elevada, emite radiación coherente estimulada (luz láser) en el rango ultravioleta.
El láser excimer KrF (y el de ArF) son ampliamente utilizados en las máquinas de litografía de circuitos integrados de muy alta resolución (VLSI), una de las tecnologías críticas requeridas para la fabricación de chips microelectrónicos. La litografía de láser excimer, ha permitido que el tamaño de los transistor se reduzca desde 0,5 μm en 1990 a menos de 45 nm en 2010.

## Teoría
Un láser de fluoruro de kriptón absorbe la energía de una fuente, haciendo que el gas kriptón pueda reaccionar con el flúor gaseoso y se produzca difluoruro de criptón, un complejo de carácter temporal, en un estado de energía excitado:
2 Kr + F2 → 2 KrF
El complejo puede someterse a la emisión espontánea o estimulada, reduciendo su estado de energía a un estado fundamental metaestable, pero altamente repulsivo. El complejo en su estado fundamental rápidamente se disocia en átomos sin consolidar:
2 KrF → 2 Kr + F2
El resultado es un láser de excímeros que irradia energía a 248 nm, que se encuentra en la parte cercana del espectro ultravioleta, lo que se corresponde con la diferencia de energía entre el estado fundamental y el estado excitado del complejo.

## Aplicaciones
La aplicación industrial más extendida de los láseres excimer de KrF es la fotolitografía en el ultravioleta profundo para la fabricación de dispositivos microelectrónicos (circuitos integrados de semiconductores o chips). Desde principios de 1960 hasta mediados de 1980, las lámparas de Hg-Xe habían sido utilizadas para la litografía en longitudes de onda de 436, 405 y 365 nm. Sin embargo, la industria de los semiconductores presentó la necesidad tanto de una resolución más fina (para producir chips más densos y más rápidos) y de un mayor rendimiento de producción (para reducir los costos); las herramientas de litografía basadas en lámparas ya no eran capaces de cumplir con los requisitos administrativos y operacionales de la industria. Este desafío fue superado en 1982 cuando, en un desarrollo pionero, fue demostrada en IBM por Kanti Jain la viabilidad de la litografía de láser excimer en el UV profundo. Con los formidables avances en la tecnología de equipos acaecidos en las dos últimas décadas, hoy los dispositivos electrónicos de semiconductores que se fabrican utilizando litografía de láser excimer suponen un total de 400 mil millones de dólares de producción anual.
Como resultado, el punto de vista de la industria de semiconductores es que la litografía del láser excimer (con los dos láseres disponibles de KrF y ArF) ha sido un factor crucial en el avance continuo de la llamada ley de Moore, (que describe la duplicación cada dos años del número de transistores integrados en los nuevos chips con una mayor densidad- una tendencia que se espera que continúe en esta década, con tamaños cada vez más pequeños de los dispositivos, acercándose a los 10 nm). Desde una perspectiva científica y tecnológica aún más amplia, desde la invención del láser en 1960, el desarrollo de la litografía de láser excimer se ha destacado como uno de los principales hitos en la historia del láser durante los últimos 50 años.
El láser KrF ha sido de gran interés para la investigación de la energía de fusión nuclear en los experimentos de confinamiento inercial. Este láser tiene una elevada uniformidad del haz, una longitud de onda corta, y la capacidad de modificar el tamaño del punto para el seguimiento de las pequeñas esferas de material fusible durante la implosión.
En 1985, el Laboratorio Nacional Los Álamos completó un disparo de prueba de un láser experimental de KrF con un nivel de energía de 1,0·104 J. La división de láseres de plasma del Laboratorio de Investigación Naval desarrolló un láser de KrF llamado láser Nike que puede producir alrededor de 4,5 ·103 J de energía  con salida en el UV de un pulso de 4 ns.  Kent A. Gerber fue el investigador principal de este proyecto. Este es el láser más reciente que está siendo utilizado en los experimentos de confinamiento inercial por láser.
Este láser ha sido utilizado para producir la emisión de rayos X blandos a partir de un plasma irradiado por pulsos breves de esta luz láser. Otras aplicaciones importantes son el micromecanizado de una amplia variedad de materiales tales como plástico, vidrio, cristal, materiales compuestos y tejidos orgánicos (sobre estas aplicaciones ver información más detallada en el artículo sobre láser excimer). La luz de este láser UV es fuertemente absorbida por los lípidos, ácidos nucleicos y proteínas, por lo que resulta atractivo para aplicaciones en terapia médica y cirugía.

## Seguridad
La luz emitida por el láser de KrF es invisible al ojo humano, por lo que son necesarias precauciones de seguridad adicionales cuando se trabaja con este láser, para evitar daños provocados por haces perdidos. Son necesarios guantes para proteger la piel y el tejido muscular de las propiedades potencialmente cancerígenas del haz de rayos UV, así como el empleo de gafas de protección UV para proteger los ojos.